# Poireau perpétuel
Pour les articles homonymes, voir Poireau (homonymie).
Allium ampeloprasum
Espèce
Classification APG III (2009)
Statut de conservation UICN

LC : Préoccupation mineure

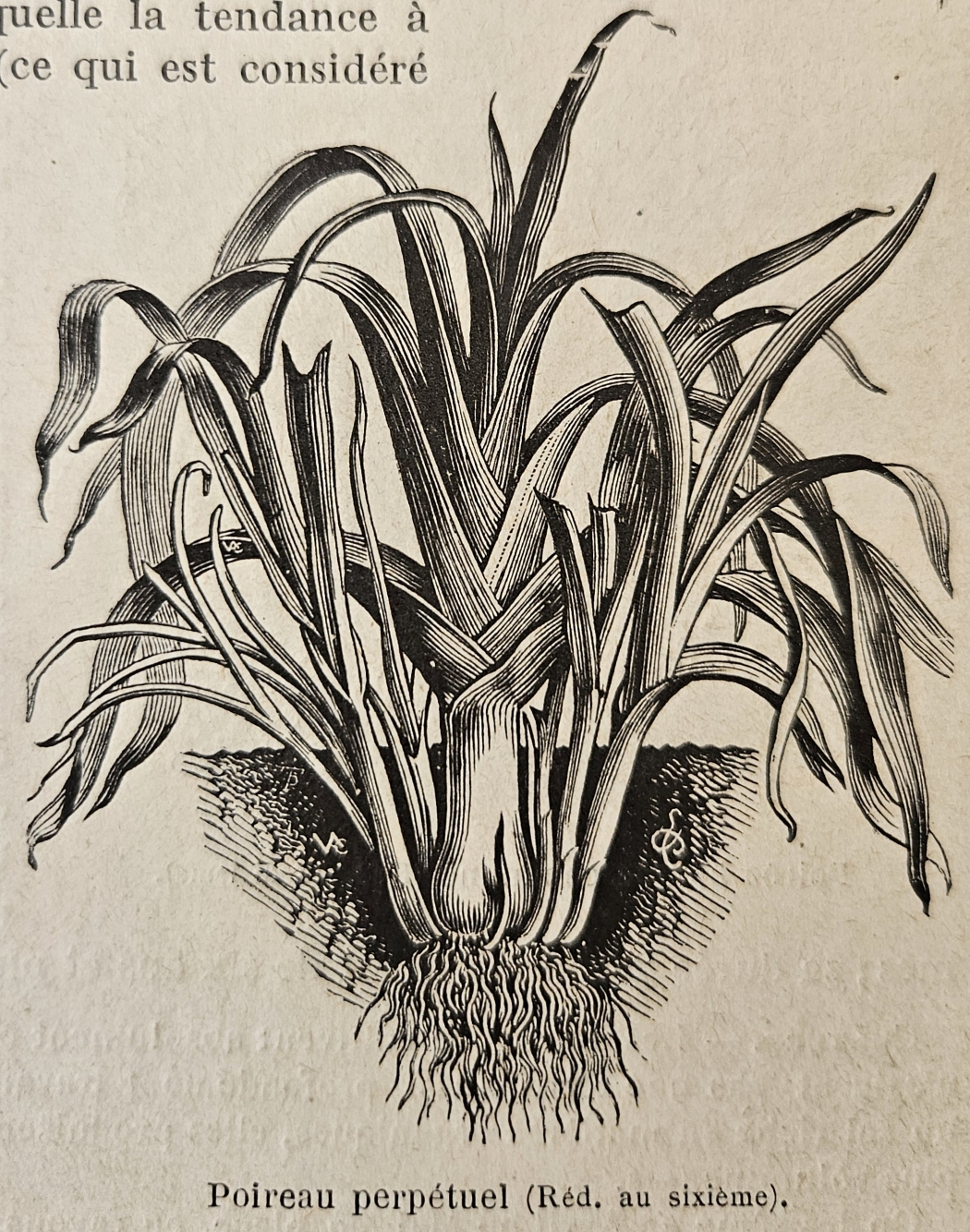
Illustration d'un poireau perpétuel dans les plantes potagères Vilmorin 1925

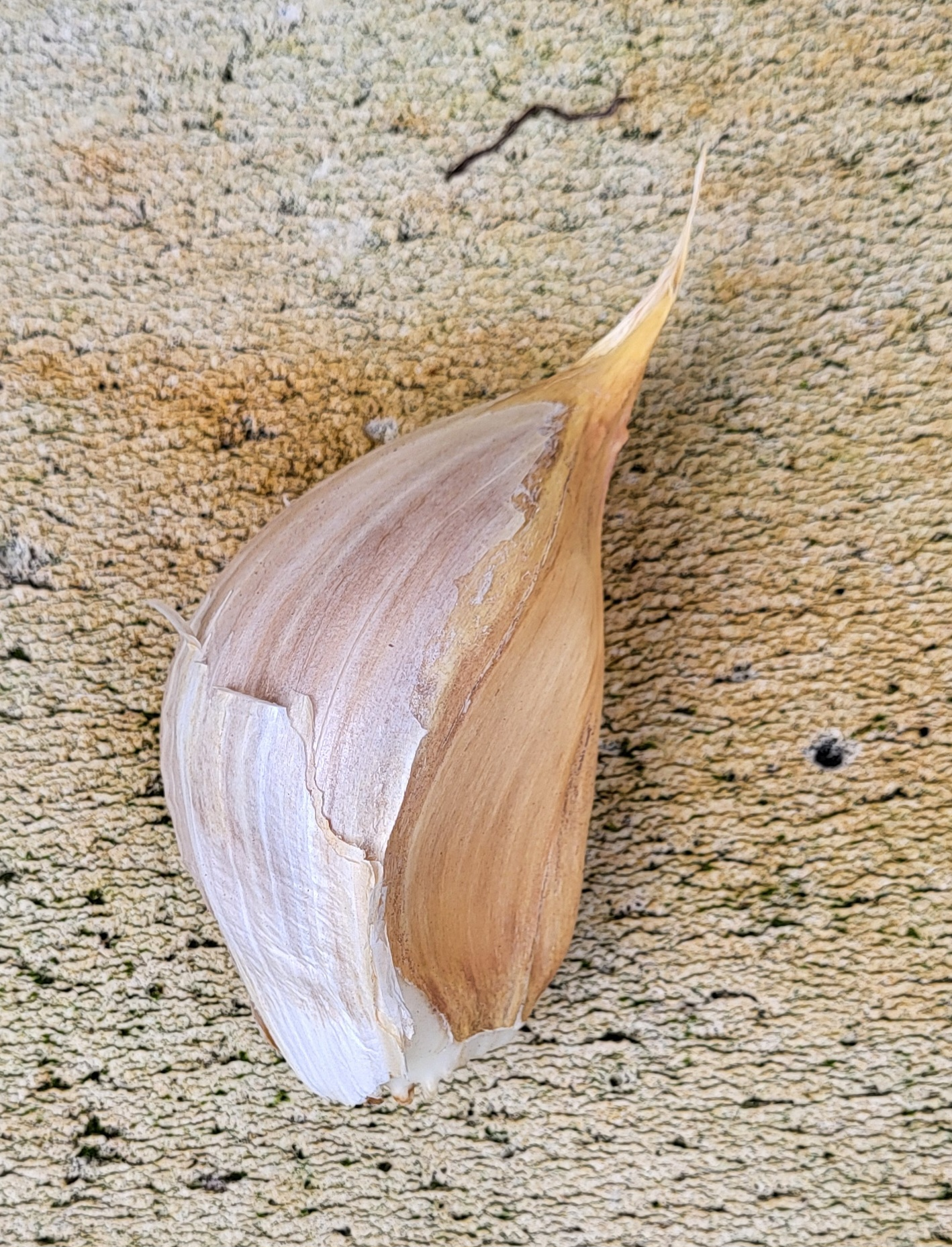
Caïeu d'ail éléphant, Allium ampeloprasum.

Le poireau perpétuel (Allium ampeloprasum L.) est une espèce de poireau vivace et rustique appartenant au  genre botanique Allium et à la famille des Amaryllidacées (précédemment famille des Liliacées puis des Alliacées) dont le cultivar le plus connu est l’ail éléphant, aussi appelé ail d'Orient. Ce dernier, cultivé tant pour son bulbe imposant que pour ses feuilles, est particulièrement prisé des grands chefs cuisiniers pour son goût mais présente également des atouts sur le plan environnemental. En effet en tant que plante vivace, il est moins gourmand en eau et très peu sensible aux ravageurs du poireau ce qui permet de le cultiver plus facilement sans utiliser de pesticide.
Consommé par les êtres humains depuis le Paléolithique, le poireau perpétuel est l'ancêtre du poireau cultivé (Allium ampeloprasum var porrum) et de l'oignon grelot qui s'en distinguent plus fortement, notamment par leur utilisation plus ciblée (spécialisation sur les feuilles ou bulbe). L'intégralité de la plante est comestible, y compris sa fleur.

## Description
Grande plante à tige cylindrique verte ou rosée, persévérante et herbacée avec des hauteurs de croissance allant jusqu'à 180 cm.
la plante présente une faible formation de tubercules, qui est considérablement agrandie dans la forme cultivée du poireau géant. Les feuilles présentent une phyllotaxie « alterne distique », mesurent jusqu'à 50 cm de long et les gaines foliaires forment une pseudo-tige autour de la tige proprement dite. Feuilles linéaires gris-vert (4 à 10 feuilles, souvent absentes lors de la floraison). Spathe (bractée membraneuse de l'inflorescence) à une valve, non persistante. L'inflorescence est une grande ombelle sphérique pouvant porter jusqu'à 500 fleurs. Longs pédicelles rosés. Fleurs en cloche de couleur variable, blanches à rosées, souvent striées de pourpre. Les étamines dépassent légèrement de la corolle. La fleur hermaphrodite présente une symétrique radiale trinuméraire et mesure 4 à 5,5 mm. Les périanthes sont rouge foncé, violets ou blancs.
Son essence contient de l'allicine qui donne sa saveur caractéristique à l'ail et de l'oxyde de propanethial qui est le gaz lacrymogène trouvé dans les oignons et les poireaux.

## Zone de répartition naturelle
La zone de répartition naturelle de cette plante sauvage couvre l'ensemble de l'Eurasie ainsi que l'Afrique du Nord. Elle a été introduite en Grande-Bretagne à l'époque préhistorique.
Allium ampeloprasum est considéré comme indigène dans tous les pays bordant les mers Noire, Adriatique et méditerranéenne, du Portugal à l'Égypte en passant par la Roumanie. En Russie et en Ukraine, il est considéré comme envahissant, sauf en Crimée, où il est indigène. Il est également indigène en Éthiopie, en Ouzbékistan, en Iran et en Irak. Il est considéré comme naturalisé au Royaume-Uni, en Irlande, en République tchèque, aux États baltes, en Biélorussie, aux Açores, à Madère, aux îles Canaries, en Arménie, en Azerbaïdjan, au Pakistan, en Chine, en Australie (tous les États sauf le Queensland et la Tasmanie), au Mexique, en République dominicaine, à Porto Rico,,,,. En Virginie, où il est communément connu sous le nom d'"oignon de Yorktown", il est protégé par la loi du comté de York.
Ses formes cultivées sont aujourd'hui présentes partout dans le monde.

## Histoire botanique
Margaret Mezzabotta suppose que l'ail des champs était connu des Romains sous le nom d'Ulpicum. Il servait à des fins alimentaires et médicales.
Le poireau perpétuel a été décrit par Carl von Linné en 1753 sous le nom d'Allium ampeloprasum, en même temps il a appelé Allium porrum le poireau cultivé issu de la domestication du poireau perpétuel . Jean-Baptiste de Lamarck a fusionné les deux espèces sous le nom d'Allium porrum en 1779, de sorte que ce nom était également valable pour le poireau champêtre. Au cours des années suivantes, un ensemble de sous-espèces et de variétés a été décrit, la base de données des jardins de Kew énumère 40 plantes cultivées qui présentent une grande variété de formes. Comme le nom Allium ampeloprasum est resté fréquemment utilisé, il a été proposé par le botaniste Peter Hanelt en 1996 comme nomen conservandum, bien que Lamarck ait choisi Allium porrum comme désignation. Dans la littérature, on trouve les deux noms.

## Utilisations
Comme d'autres plantes du genre Allium, le poireau perpétuel peut être utilisé comme épice ou plante médicinale en raison de ses ingrédients, on lui attribue un effet désinfectant et digestif. Le goût ou l'effet irritant du poireau perpétuel est plus doux que celui de l'oignon et de l'ail. Les bulbes et les feuilles sont consommés crus ou cuits, les fleurs peuvent être consommées crues.
La variété Allium ampeloprasum var. kurrat, communément appelée kurrat, est cultivée en Égypte et au Moyen-Orient. Elle est aussi largement utilisée dans la cuisine arabe et maghrébine, principalement pour les feuilles. En Iran, la variété persicum (ou iranicum) est  couramment utilisée dans la cuisine locale sous le nom de « tareh ».
Médicalement, cette espèce est utilisée comme l'ail. Le jus aromatique de la plante entière est utilisé pour chasser les insectes et les souris.

## Caractéristiques
- Organes reproducteurs :
  - Type d'inflorescence : ombelle

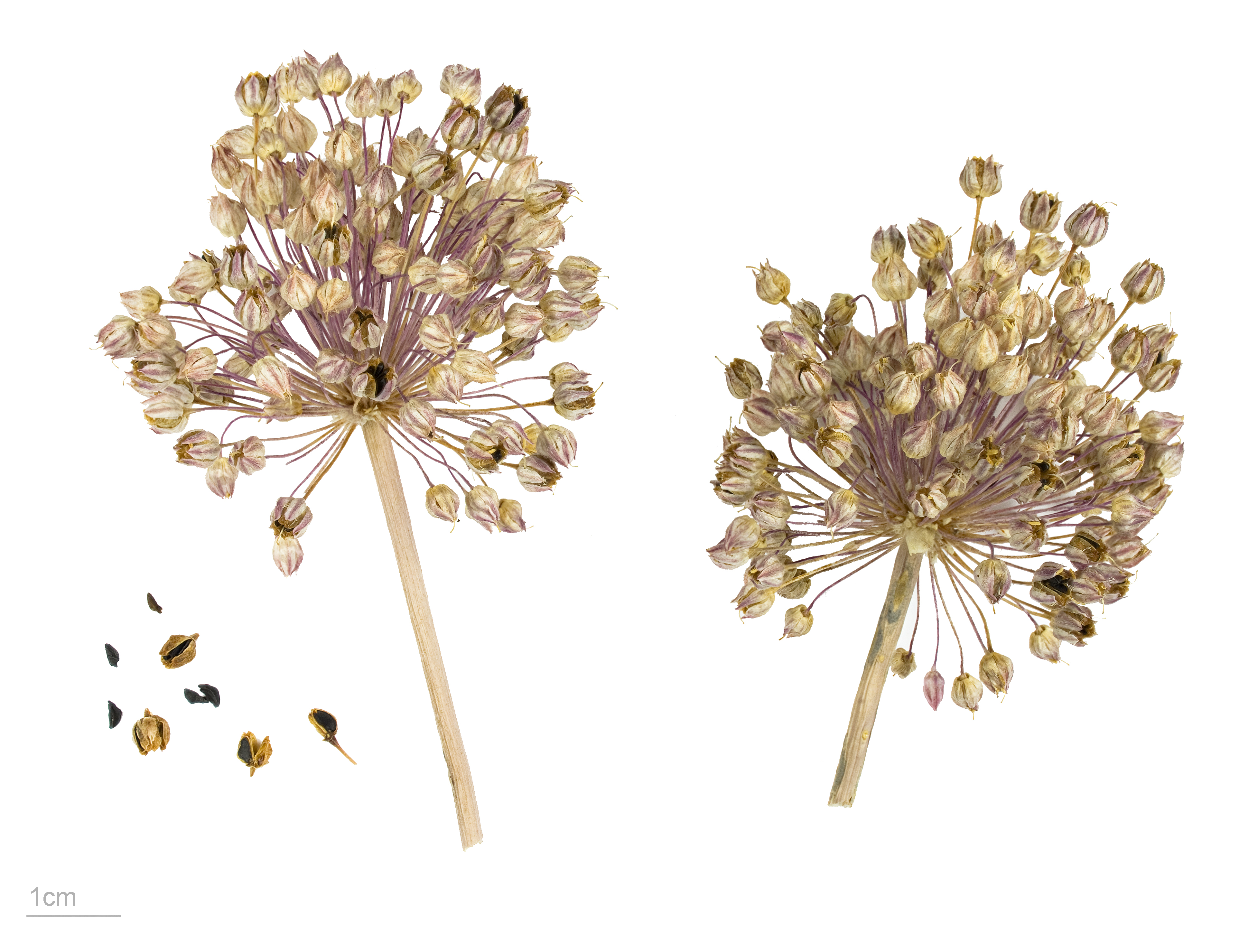
Allium ampeloprasum - Muséum de Toulouse.

  - Répartition des sexes : hermaphrodite
  - Type de pollinisation : entomogame
  - Période de floraison : juin à août
- graine :
  - Type de fruit : capsule
  - Mode de dissémination : barochore
- Habitat et répartition :
  - Habitat type : friches, haies, terrains labourés
  - Aire de répartition : méditerranéen

## Génétique
La plante sauvage type a donné naissance à plusieurs lignées distinctes de plantes cultivées :
- L'ail éléphant  Allium ampeloprasum L. var. ampeloprasum. Il est sélectionné pour ses très gros bulbes à saveur proche de l'ail ou pour sa pseudo-tige utilisée comme le poireau. Il contient trois sous-espèces :
  - Allium ampeloprasum subsp. ampeloprasum var. babingtonii (Borrer) Syme
  - Allium ampeloprasum subsp. ampeloprasum var. bulbiferum Syme
  - Allium ampeloprasum subsp. ampeloprasum var. holmense Asch. & Graebn.
- Le poireau cultivé Allium ampeloprasum var. porrum  (L.) J.Gay - synonyme ancien Allium porrum. Il est sélectionné pour la grande taille et la blancheur de sa pseudo-tige.
- Le poireau d'Égypte Allium ampeloprasum var. kurrat Schweinf. ex Krause - synonyme ancien Allium kurrat. Il est sélectionné pour l'abondance de ses feuilles. Cultivé principalement au Moyen-Orient. (Arabe : كراث)
- L'oignon grelot A. ampeloprasum var. sectivum. Il est cultivé pour ses petits bulbes généralement consommés en pickles.

## Synonymes
Autres noms : ail faux poireau, poireau du Levant.
Il ne doit pas être confondu avec Allium ampeloprasum Thunb. qui est un synonyme non retenu de Allium rotundum L.